# لطفي مصطفى كمال
لواء طيار اركان حرب لطفى مصطفى كمال نائب قائد القوات الجوية المصرية ورئيس اركان القوات الجوية سابقًا، عين وزيرًا للطيران المدني خلفًا لإبراهيم المناع. اسمه بالكامل هو لطفى مصطفى كمال القاضي ولد بتاريخ 6 مايو 1952. تخرج من القوات الجوية بتاريخ 09/01/1972
شغل منصب قائد السرب 60 (F-16) سنة 1991 ثم عدة أسراب لإلى ان انتهى بقيادة السرب 262 (F-16) في عام 1997 ثم بعد ذلك تقلد منصب رئيس فرع التخطيط والتدريب عام 2000 ثم قائد المنطقة الشرقية عام 2003 ومن بعدها المنطقة الغربية 2006 إلى ان انتهى به المطاف عام 2009 رئيس اركان سلاح الجو بالقوات الجوية
حصل على درجة الماجيستير في العلوم العسكرية عام 1991 وأيضا على عدة دورات من معهد ناصر للعلوم العسكرية عام 1999 إلى 2000
واما بالنسبة لمعلومات عن حياته الشخصية فهو متزوج ولديه ولدان وابنة واحدة
اخر تصريح له بعد توليه حقيبة الوزارة ان الوزراء السابقين كانوا ذو كفاءات ولكن لم يستقطبو العاملين المدنين واما بخصوص الطائرة F16 فانها لم تكن لارهاب المعتصمين في التحرير ولكن كانت رسالة لهم بان القوات الجوية تأيدهم.